# Lijst van voetbalinterlands Nederlandse Antillen - Suriname
Deze lijst van voetbalinterlands is een overzicht van alle officiële voetbalwedstrijden tussen de nationale teams van de Nederlandse Antillen (tot 1958 spelend als Curaçao) en Suriname. De landen speelden 38 keer tegen elkaar. De eerste ontmoeting, een vriendschappelijke wedstrijd, werd gespeeld in Willemstad op 22 juli 1934. Het laatste duel, een kwalificatiewedstrijd voor de Caribbean Cup 2010, vond plaats op 13 oktober 2010 in Paramaribo.

## Wedstrijden
| №  | Plaats         | Datum             | Competitie                      | Wedstrijd                       | Uitslag |
| -- | -------------- | ----------------- | ------------------------------- | ------------------------------- | ------- |
| 1  | Willemstad     | 22 juli 1934      | Vriendschappelijk               | Curaçao − Suriname              | 3 − 1   |
| 2  | Willemstad     | 25 juli 1934      | Vriendschappelijk               | Curaçao − Suriname              | 3 − 2   |
| 3  | Willemstad     | 29 juli 1934      | Vriendschappelijk               | Curaçao − Suriname              | 2 − 2   |
| 4  | Paramaribo     | 20 mei 1935       | Vriendschappelijk               | Suriname − Curaçao              | 0 − 1   |
| 5  | Paramaribo     | 22 mei 1935       | Vriendschappelijk               | Suriname − Curaçao              | 4 − 1   |
| 6  | Paramaribo     | 24 mei 1935       | Vriendschappelijk               | Suriname − Curaçao              | 2 − 1   |
| 7  | Willemstad     | 5 juli 1938       | Vriendschappelijk               | Curaçao − Suriname              | 2 − 1   |
| 8  | Willemstad     | 7 juli 1938       | Vriendschappelijk               | Curaçao − Suriname              | 1 − 0   |
| 9  | Willemstad     | 10 juli 1938      | Vriendschappelijk               | Curaçao − Suriname              | 4 − 1   |
| 10 | Paramaribo     | 25 augustus 1944  | Vriendschappelijk               | Suriname − Curaçao              | 1 − 2   |
| 11 | Paramaribo     | 31 augustus 1944  | Vriendschappelijk               | Suriname − Curaçao              | 0 − 2   |
| 12 | Willemstad     | 10 juni 1946      | Vriendschappelijk               | Curaçao − Suriname              | 6 − 0   |
| 13 | Port of Spain  | 18 november 1950  | Vriendschappelijk               | Suriname − Curaçao              | 3 − 2   |
| 14 | Port of Spain  | 28 november 1950  | Vriendschappelijk               | Curaçao − Suriname              | 3 − 0   |
| 15 | Paramaribo     | 29 augustus 1954  | Vriendschappelijk               | Suriname − Curaçao              | 1 − 3   |
| 16 | Paramaribo     | 1 september 1954  | Vriendschappelijk               | Suriname − Curaçao              | 0 − 0   |
| 17 | Havana         | 27 februari 1960  | CCCF-kampioenschap 1960         | Nederlandse Antillen − Suriname | 1 − 0   |
| 18 | Paramaribo     | 2 oktober 1960    | WK 1962 kwalificatie            | Suriname − Nederlandse Antillen | 1 − 2   |
| 19 | Willemstad     | 27 november 1960  | WK 1962 kwalificatie            | Nederlandse Antillen − Suriname | 0 − 0   |
| 20 | Paramaribo     | 15 oktober 1963   | Vriendschappelijk               | Suriname − Nederlandse Antillen | 2 − 3   |
| 21 | Port-au-Prince | 20 juni 1966      | Vriendschappelijk               | Nederlandse Antillen − Suriname | 1 − 1   |
| 22 | Paramaribo     | 24 november 1968  | WK 1970 kwalificatie            | Suriname − Nederlandse Antillen | 6 − 0   |
| 23 | Oranjestad     | 5 december 1968   | WK 1970 kwalificatie            | Nederlandse Antillen − Suriname | 2 − 0   |
| 24 | Paramaribo     | 9 oktober 1970    | Vriendschappelijk               | Suriname − Nederlandse Antillen | 5 − 1   |
| 25 | Willemstad     | 27 oktober 1973   | Vriendschappelijk               | Nederlandse Antillen − Suriname | 1 − 1   |
| 26 | Oranjestad     | 29 oktober 1973   | Vriendschappelijk               | Nederlandse Antillen − Suriname | 2 − 2   |
| 27 | Willemstad     | 3 oktober 1978    | Vriendschappelijk               | Nederlandse Antillen − Suriname | 0 − 2   |
| 28 | Paramaribo     | 13 oktober 1978   | Vriendschappelijk               | Suriname − Nederlandse Antillen | 3 − 0   |
| 29 | Willemstad     | 27 mei 1990       | Caribbean Cup 1990 kwalificatie | Nederlandse Antillen − Suriname | 1 − 1   |
| 30 | Oranjestad     | 3 maart 1998      | Caribbean Cup 1998 kwalificatie | Nederlandse Antillen − Suriname | 3 − 3   |
| 31 | Willemstad     | 8 mei 1999        | Caribbean Cup 1999 kwalificatie | Nederlandse Antillen − Suriname | 1 − 1   |
| 32 | Paramaribo     | 10 januari 2004   | Vriendschappelijk               | Suriname − Nederlandse Antillen | 1 − 1   |
| 33 | Willemstad     | 17 januari 2004   | Vriendschappelijk               | Nederlandse Antillen − Suriname | 2 − 0   |
| 34 | Willemstad     | 10 september 2006 | Caribbean Cup 2007 kwalificatie | Nederlandse Antillen − Suriname | 0 − 1   |
| 35 | Willemstad     | 21 mei 2008       | Vriendschappelijk               | Nederlandse Antillen − Suriname | 2 − 1   |
| 36 | Havana         | 25 oktober 2008   | Caribbean Cup 2008 kwalificatie | Suriname − Nederlandse Antillen | 2 − 1   |
| 37 | Paramaribo     | 1 november 2009   | Vriendschappelijk               | Suriname − Nederlandse Antillen | 1 − 1   |
| 38 | Paramaribo     | 13 oktober 2010   | Caribbean Cup 2010 kwalificatie | Suriname − Nederlandse Antillen | 2 − 1   |

## Samenvatting
| Competitie                 | Totaal gespeeld | Winst Ned. Ant. | Gelijk | Winst Suriname | Doelsaldo Ned. Ant. – Suriname |
| -------------------------- | --------------- | --------------- | ------ | -------------- | ------------------------------ |
| WK-kwalificatie            | 4               | 2               | 1      | 1              | 4 − 7                          |
| CONCACAF Gold Cup          | 1               | 1               | 0      | 0              | 1 − 0                          |
| Caribbean Cup-kwalificatie | 6               | 0               | 3      | 3              | 7 − 10                         |
| Vriendschappelijk          | 27              | 14              | 7      | 6              | 50 − 37                        |
| Totaal                     | 38              | 17              | 11     | 10             | 62 − 54                        |